# Стренчи
Стре́нчи (латыш. Strenči) — небольшой город на северо-востоке Латвии, в исторической области Видземе. Административный центр Стренчского края. До 1 июля 2009 года входил в состав Валкского района.
Площадь города — 5,5 км². Он расположен на правом берегу реки Гауя, в её верхнем течении. С севера и запада город окружают богатые торфом болота. В городе имеется леспромхоз. 
Через город проходит железнодорожная линия и шоссе Рига — Валка. Расстояние по прямой до станции Седа — 3 км, до границы с Эстонией — 25 км.
В Стренчи провела последние недели жизни и скончалась знаменитая советская и латвийская актриса театра и кино Вия Артмане.

## Население
Население (2000 год, перепись) — 1640 чел., из них 1352 чел. — латыши (82,4 %), 192 чел. — русские (11,7 %), прочие (поляки, белорусы) — 96 чел.

## Транспорт

### Железнодорожный транспорт
Железнодорожное сообщение связывает Стренчи с Ригой и Валгой, ежедневно на станции Стренчи  останавливаются три пары дизельных поездов Рига — Валга.

### Автодороги
Через город проходит автомагистраль A3 Инчукалнс — Валмиера — граница Эстонии (Валка), являющаяся частью европейского маршрута E 264. К Стренчи подходит региональная автодорога P25 Смилтене — Стренчи.
Среди местных автодорог значимы трассы V233 Стренчи — Триката — Миега, V238 Стренчи — Ерцены — Эвеле — Кемере, V239 Станция Седа — Стренчи и V240 Стренчи — Вийциемс — Межмуйжа.

### Междугородное автобусное сообщение
Основные маршруты: Стренчи — Валмиера — Рига; Стренчи — Седа — Валка; Стренчи — Смилтене.